# Mutrécy
Mutrécy là một xã ở tỉnh Calvados, thuộc vùng Normandie ở tây bắc nước Pháp.

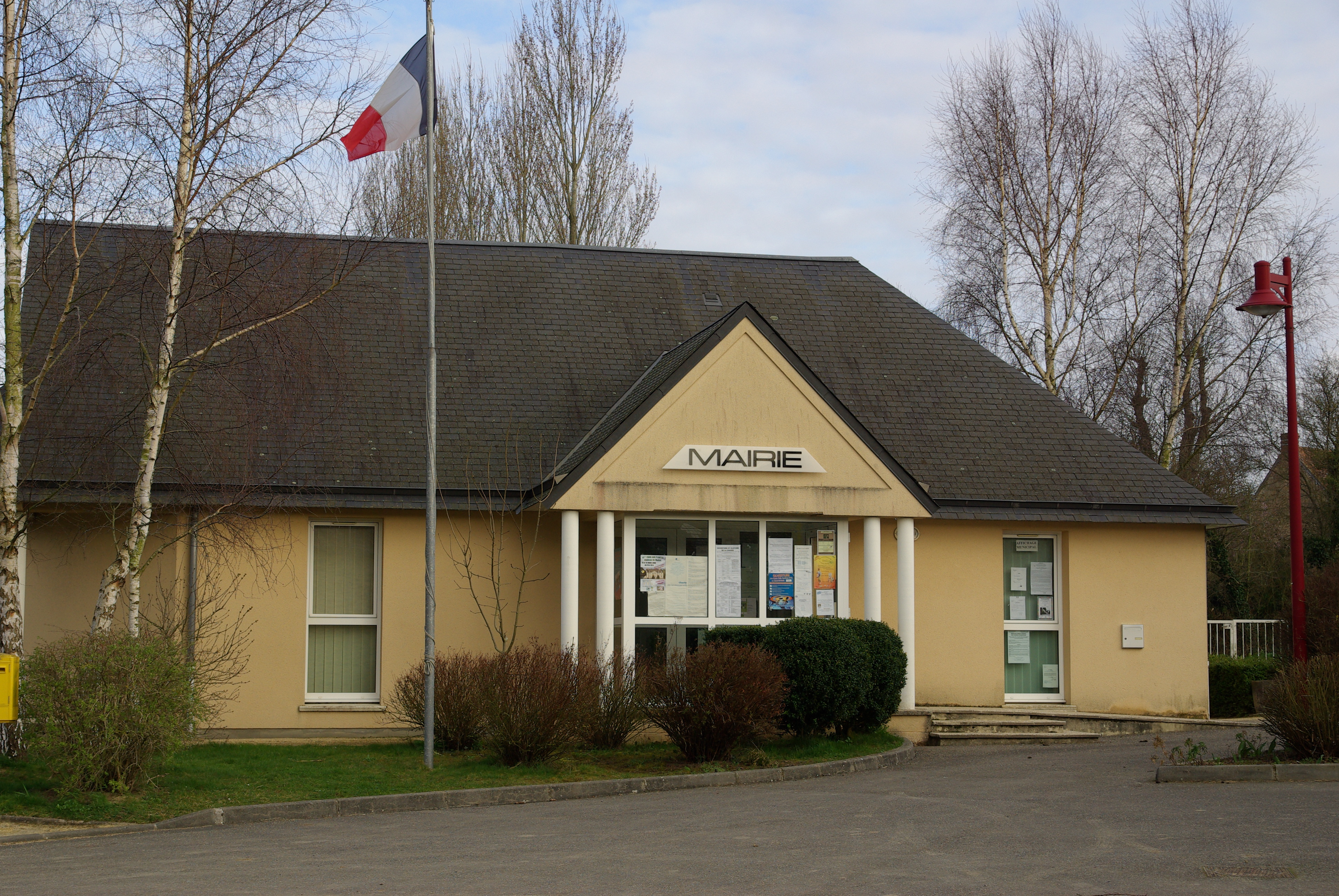
La mairie
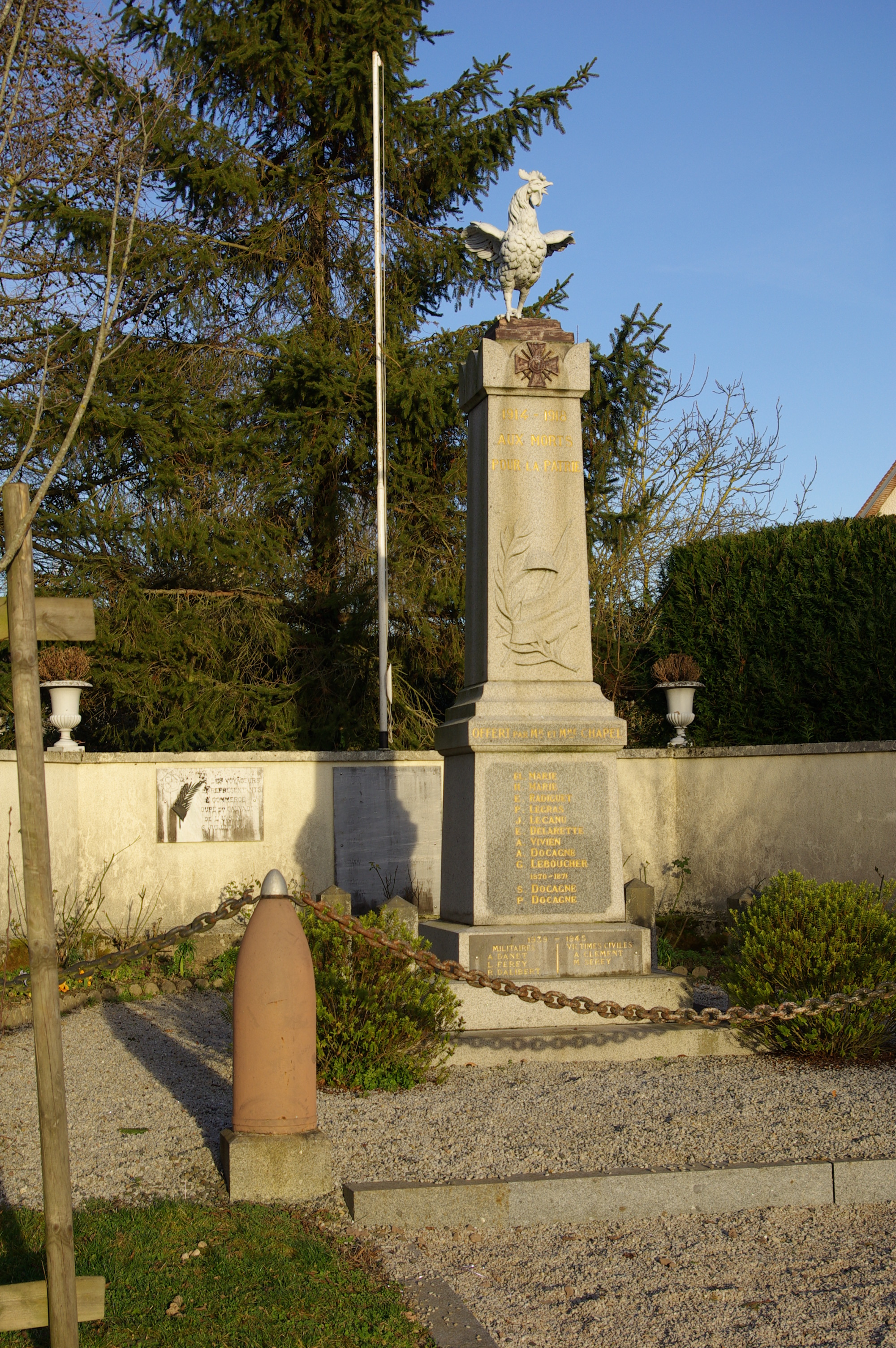
À la mémoire de ses soldats

## Dân số
| Năm | 1962 | 1968 | 1975 | 1982 | 1990 | 1999 |
| --- | ---- | ---- | ---- | ---- | ---- | ---- |
| Dân số | 203  | 189  | 207  | 216  | 219  | 266  |
| From the year 1962 on: No double counting—residents of multiple communes (e.g. students and military personnel) are counted only once. |      |      |      |      |      |      |

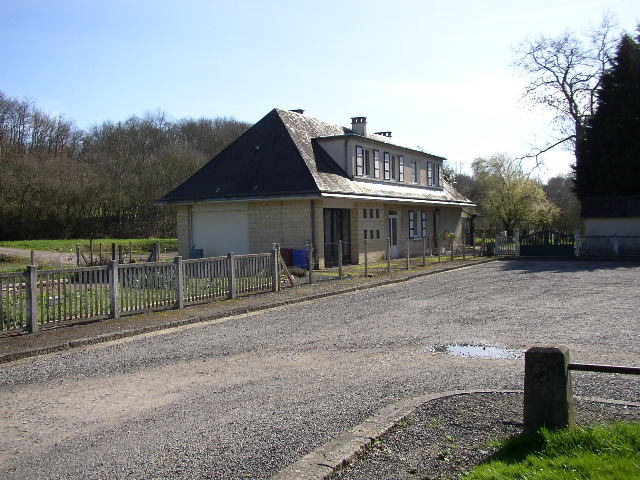
La gare
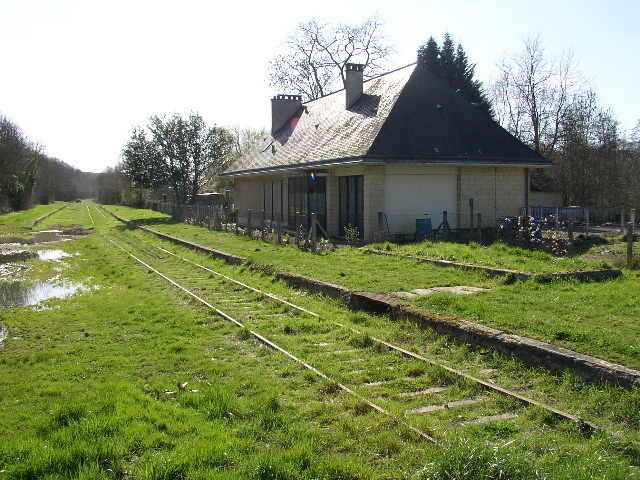
La gare, côté quais
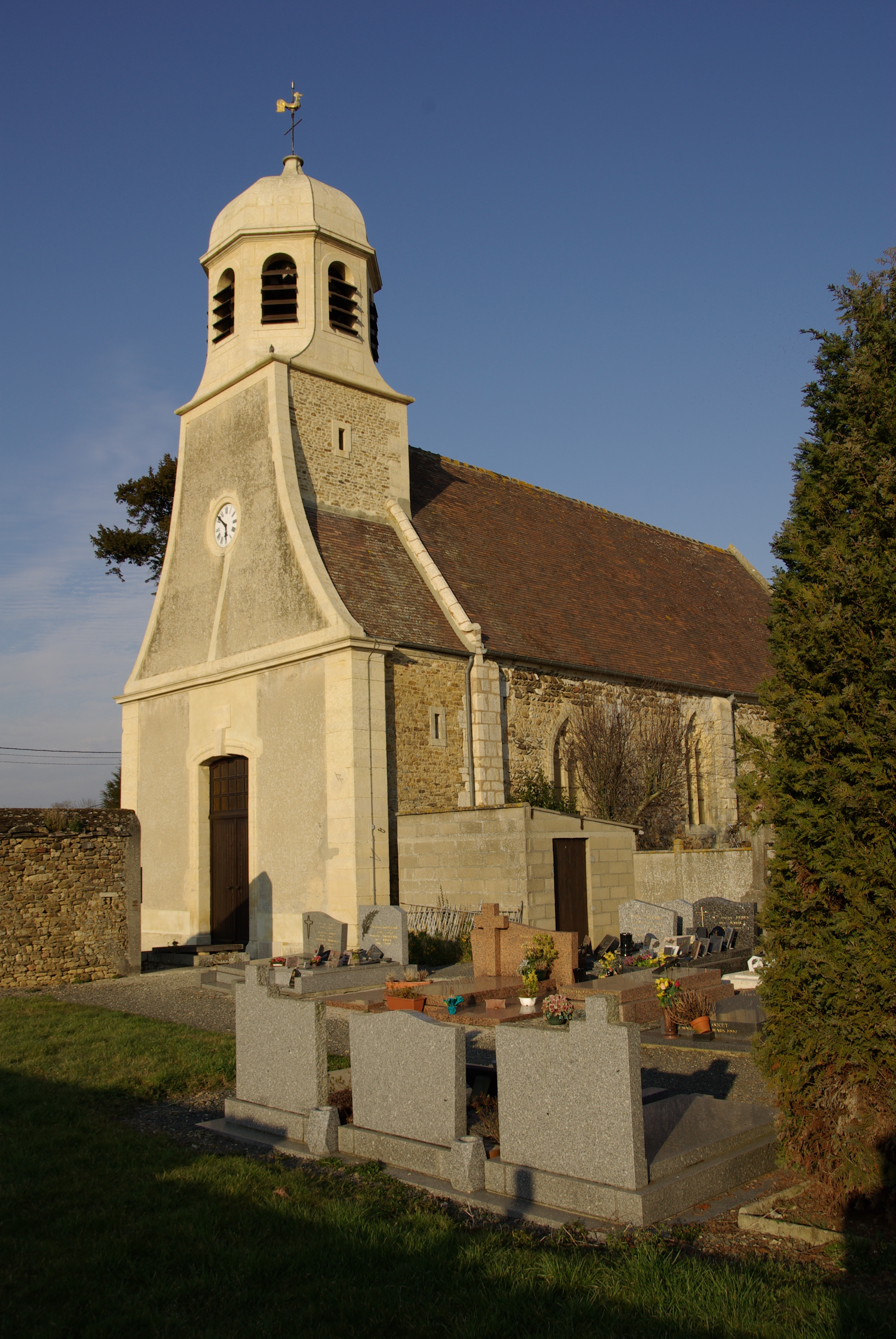
L'église Saint-Clair XI×10{{{1}}} siècle
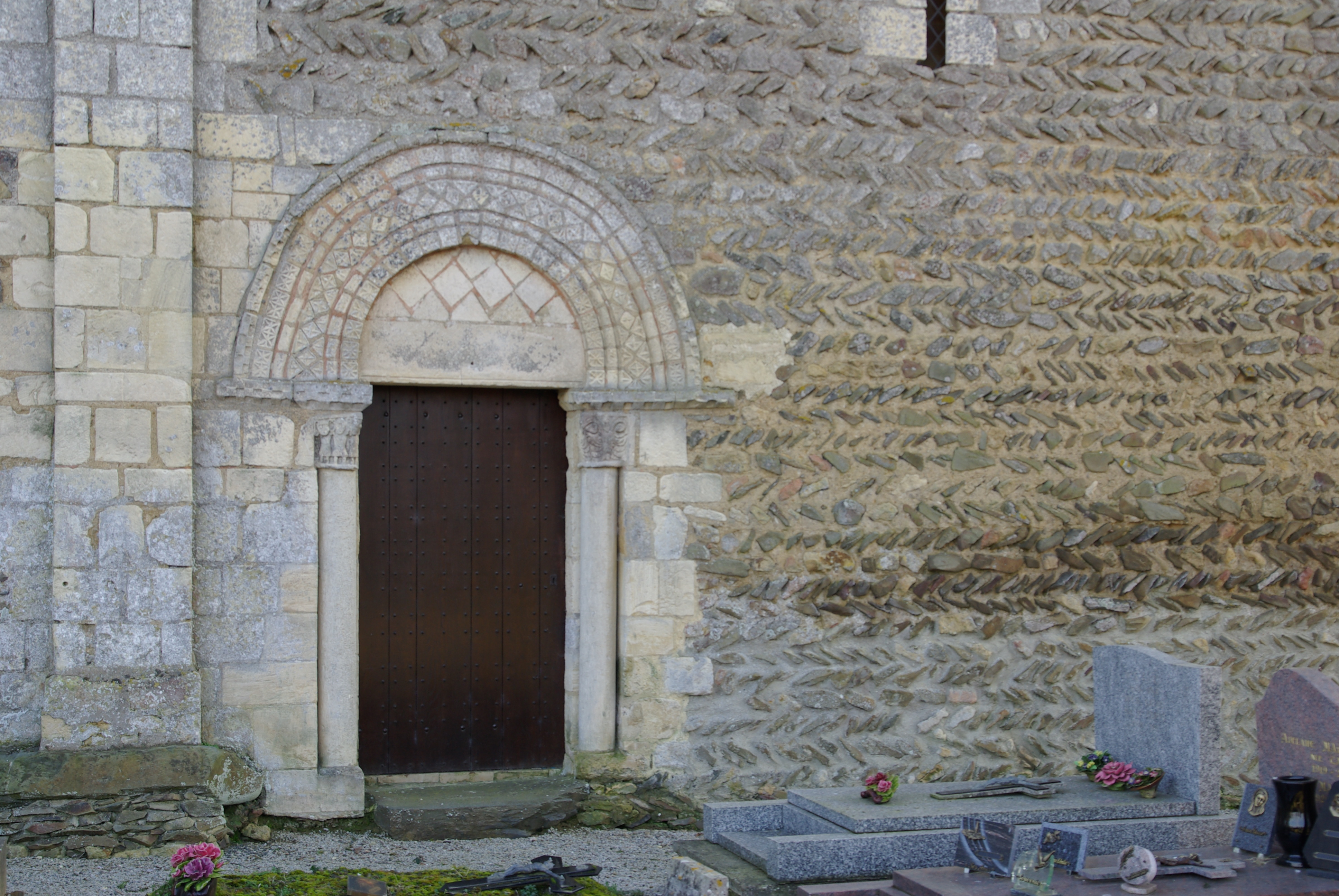
La porte latérale de l'église